# Karl Bunje
Karl Bunje (* 8. November 1897 in Neuenburg (Friesland); † 6. April 1985 in Köln) war ein niederdeutscher Autor.

## Leben
Bunje war das jüngste von neun Kindern des Malermeisters Johann Bernhard Bunje (1850–1923) und seiner Ehefrau Julie geb. Schnieder (1861–1941). Die Familie zog 1907 von Neuenburg nach Wilhelmshaven, wo Bunje die Oberrealschule besuchte. 1914 trat er in Rüstringen als Verwaltungsanwärter in den oldenburgischen Staatsdienst. 1916 wurde er zum Kriegsdienst eingezogen und an der Westfront eingesetzt. Nach einer Verwundung 1918 leistete er nach der Entlassung aus dem Lazarett Heimatdienst in Hannover. Erst 1919 konnte er die Amtsaktuarsprüfung ablegen. 1920 war er zunächst am Steueramt in Rüstringen, dann bei der Reichsfinanzverwaltung tätig und wurde kurze Zeit später nach Brake versetzt. Hier kam er in Berührung mit dem niederdeutschen Bühnenspiel.
1931 wirkte er aktiv an dem Freilichtfestspiel anlässlich des 75-jährigen Stadtjubiläums von Brake mit, das Anregung zur Gründung einer dortigen niederdeutschen Bühne im Februar 1932 gab. Bunje war Gründungsmitglied und leitete die Bühne bis 1935. Außerdem trat er 1932 auch noch der Freimaurerloge in Wilhelmshaven bei; seit 1968 war er Mitglied der Oldenburger Loge. Für die Braker Bühne schrieb er auch sein erstes Schauspiel Desertörs, das Schicksale an der Unterweser während der napoleonischen Besatzung behandelte und mit gutem Erfolg aufgeführt wurde. 1935 wurde das zweite Stück, De Etappenhas, in der er selbst die Hauptrolle spielte, in Brake mit überwältigendem Erfolg uraufgeführt. Bunje verarbeitete in der Komödie seine Kriegserlebnisse. Das Stück wurde schnell von vielen niederdeutschen Bühnen nachgespielt, ins Hochdeutsche sowie in viele Dialekte und Fremdsprachen übersetzt und zweimal (1937 und 1957) verfilmt. Die ins Kölsche übertragene Version ist untrennbar mit Willy Millowitsch verbunden, der in der Verfilmung von 1957 auch die Hauptrolle spielte. Die Verfilmung war das erste gesendete Theaterstück im Deutschen Fernsehen. Das Werk wurde bis heute über 11.000 Mal aufgeführt.
1936 wurde Bunje nach Cloppenburg versetzt. Der Erfolg seines dritten Stückes Spektakel in Kleihörn ermöglichte es ihm schließlich 1937, als freier Schriftsteller zu leben. Während des Dritten Reichs wurde Bunje wegen seiner Zugehörigkeit zum Freimaurerverband nicht mehr befördert. 1939 beantragte er die Aufnahme in die NSDAP, wurde aber wegen seiner Logenzugehörigkeit abgelehnt.
1953 zog er nach Sandkrug bei Oldenburg und lebte seit 1973 in Rostrup, Oldenburg, Bad Zwischenahn, Berlin und Köln. 1971 erhielt er den Fritz-Stavenhagen-Preis der Alfred-Toepfer-Stiftung, 1972 die Silberne Ehrennadel des Niederdeutschen Bühnenbundes und 1973 die Ehrengabe der Oldenburg-Stiftung.

## Familie
Bunje war seit 1921 verheiratet mit Klara geb. Höft (1896–1973) und ging 1978 eine zweite Ehe mit Magda Seele-Hübner (1913–1984) ein. Aus der ersten Ehe stammten fünf Söhne und eine Tochter. Bunjes erstes Kind, Hans Bunje (1923–2008), wurde wie sein Vater ein bekannter niederdeutscher Bühnenautor.

## Werk
Bunje schrieb auf Platt- und Hochdeutsch humoristische und ernste Erzählungen, Satiren und Gedichte, die zumeist in Zeitungen, Zeitschriften und Kalendern veröffentlicht wurden. Er verfasste auch ein Filmdrehbuch sowie Hörspiele und war Mitarbeiter des Norddeutschen Rundfunks. Vorrangig aber war er Autor niederdeutscher Bühnenstücke (19 heitere und 2 ernste). Seine hochdeutschen Bühnenstücke sind bis auf zwei nur Vorläufer oder Bearbeitungen seiner niederdeutschen. Weitere bekannte Stücke des Autors sind Dat Hörrohr, Up Düwels Schuvkar und Familienansluss. Seine Werke wurden neben Übertragungen ins Hochdeutsche und in ober- und westdeutsche Mundarten auch ins Dänische, Flämische, Friesische, Niederländische, Schweizerdeutsch, sogar Serbische Sprache übersetzt.
Weiterhin wurden Werke von Bunje auch durch Film- und Fernsehfassungen bekannt, besonders durch Aufzeichnungen aus dem Hamburger Ohnsorg-Theater, wie beispielsweise Das Hörrohr (1964) mit Otto Lüthje und Erna Raupach-Petersen, Verteufelte Zeiten (1968) mit Henry Vahl und Heidi Kabel und Der Etappenhase (1978) mit Edgar Bessen und Jochen Schenck. Seit 1953 gab es mehrere Übertragungen des Etappenhasen aus dem Kölner Millowitsch-Theater. Neben Willy Millowitsch sah man u. a. Lotti Krekel, Elsa Scholten, Franz Schneider, Lucy Millowitsch und Jakob Kauhausen.
Von den niederdeutschen Bühnenautoren des Oldenburger Landes ist er bis heute neben Friedrich Lange der am meisten gespielte. Obwohl seine Stücke betont auf das Milieu des niederdeutschen Sprachraums fixiert sind und bis auf wenige Ausnahmen aktuelle und sehr zeitbezogene Themen behandeln, erwiesen sie sich über die Zeit hinaus als wirkungsvoll. Dies wird auf die Umstände zurückgeführt, dass Bunje allgemeine menschliche Konflikte und Verhaltensweisen thematisiert, seine Figuren als Typen mit einem allgemein vertrauten Verhalten auch, wenn sie rücksichtslos auf den eigenen Vorteil bedacht sind, immer noch liebenswert bleiben und dass Bunjes Stücke handlungsreiche reine Komödien sind. Im Gegensatz dazu bleibt die Gattungsbestimmung der heiteren aber handlungsärmeren Stücke anderer niederdeutscher Bühnenautoren meist vage. Seine männlichen Figuren sind meist niederdeutsche Schelme, seine weiblichen Figuren als deren Gegenstücke resolute Frauen oder selbstbewußte Mädchen. Bunje starb 1985 in Köln, sein Nachlass befindet sich im Besitz der Familie.

## Bühnenstücke mit Uraufführungsjahr (Auswahl)
- nach 1932: Desertörs
- 1935: De Etappenhas, verfilmt 1937 und 1956
- 1936: Spektakel in Kleihörn - Voss in de Fall, hochdeutsch 1941
- 1938: Familjenansluß, verfilmt 1941
- 1941: Peper un Solt
- 1947: Up Düwels Schuvkaar
- 1949: De reine Wohrheit
- 1949: Achter anner Lüe Döör
- 1950: Blinnekoh
- 1952: De swarte Hannibal
- 1953: In’n Mahlgang
- 1954: Isbräker
- 1955: Dat Hörrohr
- 1957: Dat Lock in de Gerechtigkeit

## Hörspiele
- 1950: Familjenansluß – Regie: Hans Freundt
- 1951: Blinnekoh – Regie: Walter A. Kreye
- 1953: De swarte Hannibal – Regie: Walter Bäumer
- 1953: In’n Mahlgang – Regie: Walter Bäumer
- 1953: De swatte Hannibal – Regie: Wilhelm Wahl
- 1953: Familjenansluß – Regie: Erich Keddy
- 1954: Dat Hörrohr – Regie: Günter Jansen
- 1955: Das Hörrohr – Regie: Karl Brenk
- 1955: Hasenahlers – Regie: Wolfgang Harprecht
- 1959: Achter anner Lüe Dören - Regie: Wolfgang Harprecht
- 1960: De swatte Hannibal – Regie: Wilhelm Wahl
- 1967: Op Düwels Schuvkaar (Im Hochdeutschen auch Verteufelte Zeiten) – Regie: Hans Tügel

Datum unbekannt:
- Dat Lock in de Gerechtigkeit – Regie: Hans Tügel

## Auszeichnungen (Auswahl)
- 1971: Fritz-Stavenhagen-Preis
- 1972: Silberne Ehrennadel des Niederdeutschen Bühnenbundes

## Bunje als Namensgeber
In Brake, Oldenburg, Wardenburg, Sandkrug (Hatten), Rellingen und Zetel wurden Straßen nach Bunje benannt.

## Einzelbelege
1. ↑  vgl. Kindlers neues Literatur Lexikon, 1992, 3 / 366
2. ↑  Kurzbiographie Karl Bunje. In: Homepage der niederdeutschen Bühne Flensburg. Abgerufen am 6. Januar 2017.

| Personendaten    | Personendaten         |
| ---------------- | --------------------- |
| NAME             | Bunje, Karl           |
| KURZBESCHREIBUNG | niederdeutscher Autor |
| GEBURTSDATUM     | 8. November 1897      |
| GEBURTSORT       | Neuenburg (Friesland) |
| STERBEDATUM      | 6. April 1985         |
| STERBEORT        | Köln                  |